# Aikidō Shōdōkan
Originariamente conocido como Aikidō Tomiki, es el estilo de aikidō (arte marcial moderno de Japón) fundado por el profesor Kenji Tomiki（富木謙治）. A veces se le refiere como aikidō deportivo debido a que es el único estilo de aikidō que permite disputar competiciones. Aikidō Shōdōkan fue el nombre que Kenji Tomiki Shihan dio a su estilo y con el cual se construyó la sede central en Osaka (Shodokan Honbu Dojo). En este estilo se hace más énfasis en la forma de práctica libre de randori que en la mayoría de los otros estilos. El sistema de entrenamiento requiere un equilibrio entre randori y un entrenamiento de kata diferenciado.

## Kata
Aikido Shodokan cuenta con un sistema de katas que se compone de técnicas básicas de golpeo y técnicas basadas en la luxación de articulaciones y el desequilibrio 
Tomiki quería modernizar los antiguos estilos de bujutsu, combinar la forma tradicional de entrenamiento, el kata, con el randori, sistema que creía que era fundamental para conseguir el máximo nivel de desarrollo en el Aikido. El kata permite que un practicante estudie y profundice de manera escalonada y progresiva en dicho arte marcial.
Katas:
1.Junana hon no kata.
2.Goshin no kata.
3.Nage no kata.
4.Goshin ho

## Ju nana hon no kata
Junana hon no kata, es el kata básico y fundamental que sirve como pilar técnico al Aikido Shodokan. Este kata presenta una estructura ordenada y lógica sobre la que va desarrollándose hasta alcanzar un total de 17 técnicas que lo conforman. Estas están divididas en 5 técnicas atemi waza (y 12 técnicas kansetsu waza; que a su vez se divide en 5 hiji waza, 4 tekubi waza y 3 uki waza.

El kata se presenta con las formas más neutras y objetivas de realizar una técnica, incluyendo a posteriori adaptaciones dependiendo de las circunstancias en las que esta se aplique, como por ejemplo en una competición o en una situación de defensa personal.
Atemi waza y kansetsu waza conforman el contenido técnico del randori en Aikido Shodokan. Cualquier técnica puede ser usada por toshu, individualmente, combinándolas o como contratécnica, pero todas las técnicas deben ser aplicadas conforme a los principios básicos técnicos. Las técnicas tienen que ser aplicadas con seguridad y aplicadas bajo los ideales del Aikido Shodokan.
Atemi waza
En japonés atemi (当身) significa «golpeo» y waza (技) significa «arte, técnica», por tanto, podemos deducir que las atemi waza son técnicas de golpeo. Originalmente, las atemi waza eran técnicas que buscaban impactar en un punto débil del cuerpo del oponente. Se trataba de fuertes golpes que eran capaces de incapacitar a una persona, pero, hoy en día, las atemi waza en Aikido Shodokan se enfocan desde los principios de la rotura del equilibrio y términos de mecánica corporal.
En las atemi waza es imprescindible la necesidad de desarrollar un buen control del cuerpo para poner las manos o brazos en el oponente, y entonces, empujar o tirar antes que dar un fuerte golpe. Las atemi waza son técnicas que se aplican a través del movimiento en una única dirección (idōryoku), sobre un único punto de contacto.
Kansetsu waza
Kansetsu waza (間接技) en japonés significa de forma literal «técnica indirecta». Se trata de un conjunto de técnicas aplicadas específicamente a las articulaciones de muñeca y codo. 
Existe una estrecha relación fisiológica entre la muñeca y el codo que tiene un efecto profundo en la eficiencia de las técnicas. Las kansetsu waza tienen la intención de evitar que el oponente se mueva libremente causando momentos puntuales de mucho dolor (気目, kime), por lo que se ha de tener esto en mente para desarrollar el nivel requerido de control. La clave es tener un buen movimiento corporal combinado con la capacidad de adaptarse a los movimientos del oponente.
Kansetsu waza se divide en tres subgrupos:
Hiji waza.
Tekubi waza.
Uki waza.
Al igual que con las atemi waza, las kansetsu waza se aplican con el movimiento y el uso de fuerza en una dirección a través de un punto de contacto. En lugar de las aplicaciones que dañan las articulaciones, se enfoca en términos de ruptura de equilibrio y el uso de puntos débiles mecánicos.
Se rompe el equilibrio de un oponente mediante el uso de su muñeca o codo y luego se aprovecha su posición débil o su inmovilidad para llevarlo al suelo.
- Atemi Waza

El Atemi Waza es un conjunto de cinco técnicas que se clasifican como técnicas de golpe.
Shomen Ate: Golpe desde el frente
Aigamae Ate: Golpe desde la misma postura
Gyakugamae Ate: Golpe desde la postura inversa
Gedan Ate: Golpe desde abajo
Ushiro Ate: Golpe desde atrás 
- Hiji Waza

El Hiji Waza es un conjunto de cinco técnicas que se clasifican como técnicas de codo.
Oshi Taoshi: Empujando Derribar
Ude Gaeshi: Inversión de brazo exterior 
Hiki Taoshi: Derribando envolviendo 
Ude Hineri: Giro de codo interior 
Waki Gatame: Envolviendo el codo 
- Tekubi Waza

El Tekubi Waza es un conjunto de cuatro técnicas que se clasifican como técnicas de muñeca.
Kote Hineri: Giró de muñeca Interior 
Kote Gaeshi: Inversión de muñeca exterior 
Tenkai Kote Hineri: Giro de muñeca giratorio interior 
Tenkai Kote Gaeshi: Inversión de muñeca giratoria exterior 
- Uki Waza

El Uki Waza es un conjunto de tres técnicas que se clasifican como técnicas flotantes.
Mae Otoshi: Caída frontal
Sumi Otoshi: Caída de esquina
Hiki Otoshi: Tirándole  hacia atrás

## Randori
Hay dos formas de randori en Aikidō Tomiki: toshu y tantō. 
Toshu randori se hace a mano desnuda, y de cada aikidōka se espera por un lado que realicen las técnicas y por el otro que intente resistir y contraataque realizando otras técnicas. La apariencia de esta forma está ligeramente influenciada por el randori de judo, pero con algunos cambios orientado a forzar el uso de técnicas de aikidō.
En tanto randori, se designa a un atacante (tanto) y a un defensor (toshu). El atacante intenta clavar el tanto al defensor (normalmente de goma o almohadillado), mientras que el defensor intenta proyectar o bloquear al atacante con técnicas de aikidō. De Tanto se espera que resista y contraataque con las técnicas de toshu.

## Competición
El Aikido Shodokan posee una estructuración bien desarrollada, una organización oficial e internacional, un sistema de entrenamiento propio, un reglamento (arbitraje y reglas) y diversos formatos de competición, diferenciándose así de otros estilos de Aikido. Podemos encontrar dos tipos principales de competición.
Randori: Combate reglado donde los competidores se enfrentan buscando derribar al oponente.
Embu: Encuentro en el que dos parejas simultáneamente realizan un kata concreto.

## Organizaciónes
Aikido Shodokan está dentro de la Japan Aikido Association (JAA). El actual instructor jefe es Tetsuro Nariyama Shihan. El honbu dōjō de este estilo está localizado en Osaka en Japón, y fue construido en 1967.
En España existen diversas escuelas donde practicar Aikido Shodokan: Málaga (en donde se encuentra un mayor número de practicantes con 3 clubes y bajo la dirección técnica del 7º Dan Phil Newcombe Shidosha para Europa por designación de Nariyama Shihan), Torremolinos, Córdoba, Algemesí y Madrid.

## Películas relacionadas
- Por Encima De La Ley (Above the law) Steven Seagal (1988) Mítica película de Seagal donde se puede ver bastantes técnicas de Aikido
- El último samurái Tom Cruise (2003) Muestra el momento en el que nacen las Artes Marciales.
- Las 36 cámaras de Shaolin (1978) Ilustra el espíritu de desarrollo personal y el templo de Shaolin.

- Datos: Q932893